# Абдулах Ибраковић
Абдулах Ибраковић (бошњ. Abdulah Ibraković; Добој, 22. јул 1970) босанскохерцеговачки је професионални фудбалски тренер и бивши играч.

## Клупска каријера
Рођен у Добоју, каријеру је започео у локалном клубу Слобода Тузла, такмичивши се у тадашњој Другој савезној лиги Југославије у фудбалу.
У својој каријери играча, осим у Босни и Херцеговини, играо је и у Немачкој, Аустрији и Хрватској.

## Међународна каријера
Између 1996 и 1999. био је репрезентативац Босне и Херцеговине.